# Pilón
Pilón är en kommunhuvudort i Kuba.   Den ligger i provinsen Provincia Granma, i den sydöstra delen av landet, 600 km sydost om huvudstaden Havanna. Pilón ligger 1 meter över havet och antalet invånare är 29 751.
Terrängen runt Pilón är platt åt sydväst, men åt nordost är den kuperad. Havet är nära Pilón åt sydost.  Det finns inga andra samhällen i närheten. 